# Мета соціологічного дослідження

## Мета і завдання в програмі соціологічного дослідження
Мета соціологічного дослідження є його прогнозованим результатом, до якого прямує дослідник за допомогою поставлених задач.
Мета соціологічного дослідження є обов'язковою складовою частиною програми соціологічного дослідження.

## Мета соціологічного дослідження
Мета соціологічного дослідження – це модель очікуваного кінцевого результату (вирішення проблеми), який може бути досягнутий тільки за допомогою проведення дослідження. Орієнтація на поставлену в програмі мету служить необхідним критерієм ефективності вжитих теоретичних, методичних, організаційних процедур. Очікуваним результатом фундаментального або теоретичного дослідження може бути нове знання про структуру, функції, форми розвитку соціального об'єкта. Методично орієнтоване дослідження спрямоване на розробку методики, відпрацювання окремих процедур, інструментарію, прикладне - рішення практичного завдання, поліпшення реального стану справ.

Мета дослідження орієнтує на його кінцевий результат. Якщо основна мета формулюється як теоретико-прикладна, то при розробці програми головна увага приділяється вивченню наукової літератури з даного питання, побудові гіпотетичної загальної концепції предмета дослідження, чіткої семантичної і емпіричної інтерпретації вихідних понять, виділення наукової проблеми і логічному аналізу робочих гіпотез. Конкретний об'єкт дослідження визначається тільки після того, як виконана ця попередня дослідницька робота на рівні теоретичного пошуку. Інша логіка управляє діями дослідника, якщо він ставить перед собою безпосередньо практичну мету. Він починає роботу над програмою, виходячи із специфіки даного соціального об'єкта (тобто з того, чим завершується попередній теоретичний аналіз в попередньому випадку) і з'ясування практичних завдань, які підлягають вирішенню. Тільки після цього він звертається до літератури в пошуках відповіді на питання:чи є "типове" рішення виниклих завдань, тобто спеціальна теорія, що відноситься до предмету? Якщо "типового" рішення немає, подальша робота розгортається за схемою теоретико-прикладного дослідження. Якщо ж таке рішення є, гіпотези прикладного дослідження будуються як різні варіанти інтерпретації типових рішень відповідно до конкретних умов.

У прикладному дослідженні мету слід узгодити з замовником. Метою дослідження може бути одержання описової інформації про проблемну ситуацію, збір соціальної статистики, аналіз причин формування проблемної ситуації і розробка прогнозів її можливого розвитку, оцінка ефективності можливих варіантів управлінських дій на проблемну ситуацію, розробка практичних рекомендацій з управлінського впливу на досліджувану ситуацію. Ясно, що кожна з названих цілей істотно змінює обсяг роботи соціолога, витрати часу, методичне забезпечення дослідження. Не менш важливо і те, що чітке визначення мети дослідження є надійною профілактикою, з одного боку, завищених очікувань замовника і необґрунтованих претензій до соціолога на етапі прийому та оцінки результатів його праці.А з іншого боку, чітке формулювання мети, визначення форми представлення результатів дослідження застереже соціолога від необґрунтованих обіцянок. Інакше кажучи, визначення мети дослідження забезпечує нормативну функцію програми як офіційного документа, який підтверджує взаємні зобов'язання замовника і соціолога з приводу кінцевого результату дослідження.

## Завдання соціологічного дослідження
Завдання - конкретні вимоги, які пред'являються до аналізу та вирішення сформульованої проблеми. Вони служать засобом реалізації мети і носять інструментальний характер. Завдання дослідження являють собою змістовну, методичну та організаційну конкретизацію мети. Це свого роду проміжні ступені в роботі соціолога. Визначення мети і завдань дослідження при розробці програми - процес ітераційний. Соціолог неодноразово повертається до формулювання цілей і завдань, у міру того як відбувається конкретизація та розробка інших розділів програми: визначаються обсяг вибірки і методи збору даних, узгоджуються із замовником терміни і ресурси передбачуваного дослідження і т.д. Буває так, що мета дослідження, спочатку сформульована в загальному вигляді, розпадається потім на кілька підцілей, кожна з яких визначає самостійний етап роботи. Таким чином, визначення цілей і завдань при розробці програми дослідження - процес ітераційний.

Завдання дослідження можуть бути умовно розділені на основні та додаткові. Основні передбачають пошук відповіді на центральне питання: які шляхи і засоби вирішення досліджуваної проблеми? Додаткові завдання допомагають з'ясувати супроводжуючі обставини, фактори, причини головної проблеми дослідження.